# 최기영 (희극인)
최기영(1983년 4월 23일 ~ )는 대한민국의 희극 배우이다.

## 학력
- 소주대학교 대외한어과(휴학)

## 출연작

### 방송
- 개그투나잇 (SBS)
- 웃찾사 (SBS)